# Wechseltönig
Wechseltönig bedeutet bei Musikinstrumenten mit Zungen, dass abhängig von der Richtung des hindurchströmenden Luftstroms unterschiedliche Töne entstehen.
Wechseltönige Musikinstrumente sind das diatonische Akkordeon, die Konzertina, das Bandoneon, die Mundharmonika.
Das Gegenteil von „wechseltönig“ ist „gleichtönig“.